# Kalle Johansson (pianostycke)
Kalle Johansson (tyska: Der Flohwalzer, ”loppvalsen”) är ett enkelt pianostycke av okänd kompositör. Det är ett stycke som pianoelever ofta får lära sig alldeles i början när de lär sig spela piano.
Stycket är känt över hela världen under olika namn: I Japan som Neko Funjatta (Jag trampade på katten), i Spanien som La Chocolatera, i Nederländerna som Vlooienmars (loppmarschen), i Belgien som Valse de Puce (loppvalsen), i Ryssland som Sobachiy Val's (Собачий Вальс, hundvalsen), i Polen som Kotlety (kotletten), i Bulgarien som Koteshki Marsh (kattmarschen), i Ungern som Szamárinduló (åsnemarschen) och på Mallorca som Polca de los Tontos (ung. dumbommens polka). I Finland kallas det Kissanpolkka (kattpolkan), i Tjeckien Prasečí valčík (grisvalsen), i Slovakien Somársky pochod (åsnemarschen) och i Kina går det under namnet 跳蚤圆舞曲 (loppvalsen). I Storbritannien kallas stycket chopsticks (ätpinnar), medan chopsticks i USA är ett annat, enkelt pianostycke.
Utmärkande för stycket, är att det mest är de svarta tangenterna som används när det spelas på ett piano.

## Thore Skogmans version
Namnet Kalle Johansson kommer från en visa av Thore Skogman, utgiven 1962 som ett av fyra spår på EP:n Jag är ingen Cartwright, vilken använder pianostycket som melodi. Visan handlar om en man vid namn Kalle Johansson som hamnar i ett kortlivat kärleksdrama med ett lyckligt slut, som förutom honom själv involverar hans syster (fröken Johansson) samt grannarna Ville Pettersson och Ada Andersson. Låten återfinns även på flera senare samlings-LP, bland annat Thore Skogman Sweden (1967), Thore Skogman (1970), Plättlaggen (1979) och Spotlight (1991).